# Martina Grunert
Martina Grunert, später Martina Abresch, (* 17. Mai 1949 in Leipzig) ist eine ehemalige deutsche Schwimmerin, die für die DDR startete.

## Karriere
Grunerts erstes internationales sportliches Großereignis waren die Olympischen Spiele 1964 in Tokio, an denen sie als 15-Jährige als Teil der gesamtdeutschen Olympiamannschaft teilnahm und als bestes Ergebnis einen Sechsten Rang mit der 4-mal-100-Meter-Freistilstaffel verzeichnen kann.
Die ersten sportlichen Erfolge stellten sich 1966 ein, als sie in 1:01,2 min über 100 Meter Freistil Europameisterin in neuer Europarekordzeit wurde. Bei den Olympischen Spielen 1968 in Mexiko wurde sie Fünfte über die 100-Meter-Freistilstrecke, mit der 4-mal-100-Meter-Freistilstaffel der DDR gewann sie die Silbermedaille. Ihren letzten großen Titel errang sie bei den Europameisterschaften 1970 in Barcelona mit der Goldmedaille über 200 Meter Lagen. Danach trat sie vom Leistungssport zurück.

## Auszeichnungen
- 1968: Vaterländischer Verdienstorden in Bronze